# 1894
1894 (MDCCCXCIV) var ett normalår som började en måndag i den gregorianska kalendern och ett normalår som började en lördag i den julianska kalendern.

## Händelser

### Januari
- Januari – USA skickar flottsoldater till Brasilien för att skydda amerikanska företag och skepp under ett inbördeskrig.[1]

### Mars
- 3 mars – Christiania spårvägar elektrifieras.[2]
- 11 mars – GAIS, Göteborgs Atlet- & Idrottssällskap, bildas på Edlunds café, Storgatan 7 i Göteborg av bland andra Carl "Våran" Gustafsson.
- 28 mars – Den första gradualavhandlingen inom en didaktisk avgränsning framläggs i Uppsala.

### Juni
- 25 juni – Japan ockuperar Seoul sedan Kina ställt sig på kung Kojongs sida mot rebellgruppen Tonghak i Korea.

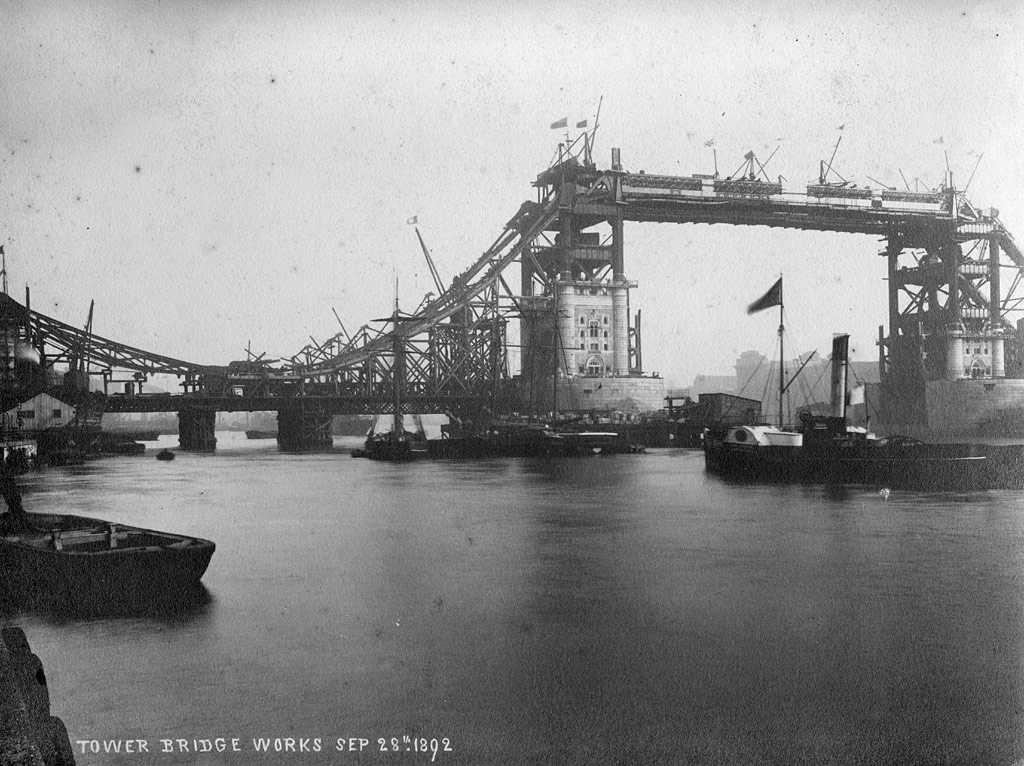
Tower Bridge under uppförande 1892.

- 30 juni – Tower Bridge i London invigs.[3]

### Juli
- 4 juli – Hawaii blir republik.[4]
- 6 juli–7 augusti – USA skickar soldater till Bluefields i Nicaragua för att skydda amerikanska intressen efter en revolution.[1]
- 16 juli – Storbritannien gör avkall på exterritorialrätten. Övriga stormakter följer omedelbart efter, och Japan erkänns som jämställt med de "vita" nationerna.
- 24 juli – USA skickar marinsoldater till Korea för att skydda USA:s legation och amerikaner i Seoul under sino-japanska kriget.[1]
- 27 juli – Japanska krigsfartyg sänker ett brittiskt fartyg med kinesiska trupper ombord.

### Augusti
- 1 augusti – Japan och Kina utväxlar formella krigsförklaringar om Korea.
- 2 augusti –  Norra stambanan mellan Stockholm och Boden i Sverige invigs av kung Oscar II och kronprins Gustaf.[5]

### September
- 16 september – Japanerna besegrar kineserna i slaget vid Pyongyang norr om Seoul.
- 17 september – Japanerna besegrar den kinesiska flottan i Koreabukten.

### November
- 6 november – 300-årsminnet av Gustav II Adolfs födelse firas och ses som en viktig symbol för svensk-tysk gemenskap.[6]
- 21 november – Japan stormar Kinas starkaste fästning Port Arthur, efter att först ha invaderat Manchuriet.

### December
- 18 december – Kvinnor i South Australia blir de första i Australien att få rösträtt och kunna väljas in i parlamentet.

### Okänt datum
- USA skickar marinsoldater till Kina, stationerade i Tientsin, för skyddsändamål i sino-japanska kriget.[1]
- Ett amerikanskt flottfartyg strandar i Kina och används som fort i Newchwang för att skydda amerikaner.[1]
- Medlemsantalet i den svenska riksdagens båda kamrar bestäms till 150 i Första och 230 i Andra kammaren. Endast 80 ledamöter i Andra kammaren utgörs av stadsrepresentanter och kallas därför "Städernas vingklippning".
- Det svenska riksdagshuset och Sveriges riksbanks hus börjar byggas, vilket tar omkring tio år.
- Ett femtiotal arkitekter protesterar mot planerna på att skära av kontakten mellan Mälaren och Östersjön med ett nytt stort riksdagshus.
- Slottet Tre Kronor uppförs som kuliss på den rivna operans tomt, till 300-årsminnet av Gustav II Adolfs födelse.
- Uppfinnarbröderna Birger och Fredrik Ljungström förevisar sin uppfinning, Svea-velocipeden, för Alfred Nobel, som blir mäkta imponerad.
- Den svenska flaggan är vid denna tid mycket mörkare än dagens flagga. Konsuln Oscar Trapp hissar i Helsingborg en ny version, med mycket ljusare färger. Detta gör att allmän flaggning kommer igång på allvar i Sverige.
- En första aknytning mellan den svenska folkskolan och läroverken skapas i det att folkskolans tre första årskurser motsvarar inträdet till läroverkets första årskurser.
- Kvinnoorganisationen Vereeniging voor Vrouwenkiesrecht bildas i Nederländerna.
- Ett särskilt bolag bildas för att infånga Storsjöodjuret i Storsjön i Jämtland.
- Den turkiska sultanens kurdiska ryttarregementen slår ner ett kristet uppror i Armenien och hela Europa chockas av händelserna. Folkopinionen får Storbritannien, Frankrike och Ryssland att planera ett militärt ingripande, men Tyskland ställer sig på det Osmanska rikets sida och förhindrar därmed ett storkrig.
- Louis Lumière uppfinner spelfilmen.
- Den första internationella biltävlingen arrangeras på sträckan Paris–Rouenne.
- Kronoarbetskåren upphör.
- Kvinnoorganisationen Liga Femeilor Române bildas i Rumänien.

## Födda

### Första kvartalet

#### Januari
- 14 januari – Erik Bergman, svensk skådespelare. (död 1969)
- 25 januari – Aino Aalto, finländsk arkitekt och formgivare. (död 1949)

#### Februari
- 26 februari
  - Wilhelm Bittrich, tysk general, SS-Obergruppenführer. (död 1979)
  - Tiny Sandford, amerikansk skådespelare. (död 1961)
- 27 februari
  - Friedrich Wilhelm Krüger, tysk SS-officer. (död 1945)
  - Carl-Gunnar Wingård, svensk skådespelare och sångare. (död 1977)
- 28 februari – Ben Hecht, amerikansk dramatiker. (död 1964)

#### Mars
- 8 mars
  - Agaton Blom, partiordförande för Socialistiska partiet. (död 1969)
  - Wäinö Aaltonen, finländsk skulptör. (död 1966)
- 17 mars
  - Meredith Frampton, brittisk målare. (död 1984)
  - Nils Larsson i Östersund, svensk folkskollärare och politiker (socialdemokrat). (död 1953)

### Andra kvartalet

#### April
- 3 april – Ragnar Bergh, svensk folkskoleinspektör och politiker. (död 1982)
- 6 april – Gertrude Baines, världens äldsta levande person före sin död. (död 2009)
- 10 april
  - G.D. Birla, indisk affärsman och politiker. (död 1983)
  - Ben Nicholson, brittisk konstnär. (död 1982)
- 17 april – Nikita Chrusjtjov, sovjetisk politiker. (död 1971)
- 26 april – Rudolf Hess, tysk nazistledare. (död 1987)

#### Maj
- 1 maj – Syster Maria Restituta, österrikisk nunna och sjuksköterska; saligförklarad 1998. (död 1943)
- 2 maj – Kim Sigler, amerikansk politiker, guvernör i Michigan 1947–1949. (död 1953)
- 5 maj – Artur Rolén, svensk skådespelare, sångare och revyartist. (död 1972)
- 6 maj – Eric Laurent, svensk skådespelare och sångare. (död 1958)
- 13 maj – Ásgeir Ásgeirsson, Islands president 1952–1968. (död 1972)
- 16 maj – John Lee Smith, amerikansk demokratisk politiker. (död 1963)
- 25 maj – Gustaf B. Thordén, svensk redare, grundare av Uddevallavarvet. (död 1963)
- 26 maj – Ivar Jansson, svensk folkskollärare och socialdemokratisk riksdagspolitiker. (död 1972)

#### Juni
- 2 juni – Hugo Runewall, svensk konstnär. (död 1971)
- 7 juni – Alexander de Seversky, ryskfödd amerikansk flygpionjär. (död 1974)
- 14 juni
  - Marie-Adélaïde, regerande storhertiginna av Luxemburg 1913–1919. (död 1924)
  - Torsten Lundqvist, svensk manusförfattare och regissör. (död 1957)
- 17 juni – Wilhelm Schepmann, chef för SA 1943–1945. (död 1970)
- 23 juni
  - Wilber M. Brucker, amerikansk republikansk politiker. (död 1968)
  - Edvard VIII, kung av Storbritannien och Irland 20 januari–11 december 1936. (död 1972)
  - Alfred Kinsey, amerikansk biolog och sexolog. (död 1956)

### Tredje kvartalet

#### Juli
- 2 juli – John Johansson, svensk lantbrukare och politiker (c). (död 1954)
- 9 juli – Percy Spencer, amerikansk uppfinnare, konstruerade mikrovågsugnen. (död 1970)
- 10 juli – Elov Persson, svensk författare och serietecknare, skapare av serien Kronblom. (död 1970)
- 17 juli – Georges Lemaître, belgisk astronom. (död 1966)
- 18 juli – István Csáky, ungersk greve, diplomat och politiker; utrikesminister 1938–1941. (död 1941)
- 19 juli – Siegfried Fischer, svensk skådespelare, teaterledare, manusförfattare och författare. (död 1976)
- 25 juli
  - Gösta Lycke, svensk skådespelare. (död 1957)
  - Gavrilo Princip, bosnienserbisk attentatsman. (död 1918)
- 26 juli – Aldous Huxley, brittisk författare. (död 1963)
- 31 juli – Jenny Hasselquist, svensk premiärdansös, skådespelare och balettpedagog. (död 1978)

#### Augusti
- 6 augusti – Rolf Christensen, norsk skådespelare. (död 1962)
- 12 augusti – Albert Leo Schlageter, tysk Freikorps-medlem som avrättades för sabotageverksamhet. (död 1923)
- 13 augusti – Paul Blobel, tysk SS-officer och dömd krigsförbrytare. (död 1951)
- 17 augusti – Erik Blomberg, svensk författare och konsthistoriker. (död 1965)
- 23 augusti – Robert Ryberg, svensk skådespelare och teaterdirektör. (död 1966)
- 29 augusti
  - John Andersson, svensk svarvare och socialdemokratisk riksdagspolitiker. (död 1955)
  - Henry Dworshak, amerikansk republikansk politiker, senator 1946–1949 och 1949–1962. (död 1962)

#### September
- 9 september – Arthur Freed, amerikansk textförfattare och filmproducent. (död 1973)
- 15 september
  - Oskar Klein, svensk teoretisk fysiker. (död 1977)
  - Jean Renoir, fransk filmregissör. (död 1979)
- 17 september – Sigfrid Larsson i Svalöv, svensk rektor och politiker (centerpartist). (död 1980)
- 20 september – Lewis B. Schwellenbach, amerikansk demokratisk politiker och jurist. (död 1948)
- 24 september – Gunnar Sköld, svensk tävlingscyklist. (död 1971)
- 25 september – Lars Egge, svensk operettsångare, skådespelare och teaterchef. (död 1965)

### Fjärde kvartalet

#### Oktober
- 4 oktober
  - Frans G. Bengtsson, svensk författare. (död 1954)
  - Patrick V. McNamara, amerikansk demokratisk politiker, senator 1955–1966. (död 1966)
- 8 oktober – Carl E. Bailey, amerikansk demokratisk politiker, guvernör i Arkansas 1937–1941. (död 1948)
- 9 oktober – Ernest McFarland, amerikansk demokratisk politiker. (död 1984)
- 9 oktober – Agnes von Krusenstjerna, svensk författare. (död 1940)
- 14 oktober – Heinrich Lübke, tysk politiker, jordbruks-, närings- och skogsminister 1953–1959 och förbundspresident 1959–1969. (död 1972)
- 15 oktober – Moshe Sharett, israelisk politiker, premiärminister. (död 1965)
- 20 oktober – Olive Thomas, amerikansk skådespelare. (död 1920)
- 22 oktober – Nils Quensel, svensk jurist, statsråd. (död 1971)
- 27 oktober
  - Fritz Sauckel, tysk nazistisk politiker. (död 1946)
  - Agda Helin, svensk skådespelare och sångerska. (död 1984)
- 28 oktober – Thomas J. Herbert, amerikansk republikansk politiker och jurist, guvernör i Ohio 1947–1949. (död 1974)

#### November
- 13 november – Arthur Nebe, tysk nazistisk politiker. (död 1945)
- 16 november – Mabel Normand, amerikansk skådespelare. (död 1930)
- 17 november – Richard Coudenhove-Kalergi, österrikisk greve, politiker, filosof och geopolitiker. (död 1972)
- 19 november – Wacław Stachiewicz, polsk militär. (död 1973)
- 23 november – Andrew Frank Schoeppel, amerikansk republikansk politiker, senator 1949–1962. (död 1962)
- 26 november – Norbert Wiener, amerikansk professor i tillämpad och teoretisk matematik. (död 1964)

#### December
- 6 december – Martin Ljungberg, svensk civilingenjör och riksdagspolitiker (högern). (död 1949)
- 8 december
  - Eva Alw, svensk skådespelare. (död 1976)
  - James Thurber, amerikansk författare. (död 1961)
- 17 december – Arthur Fiedler, amerikansk dirigent. (död 1979)
- 17 december – Hans Henny Jahnn, tysk dramatiker, berättare och essäförfattare. (död 1959)
- 20 december – Robert Menzies, australisk politiker. (död 1978)
- 28 december – Gustaf Lövås, svensk skådespelare. (död 1968)
- 29 december
  - J. Lister Hill, amerikansk demokratisk politiker, senator 1938–1969. (död 1984)
  - Georg Schallermair, tysk SS-officer, dömd krigsförbrytare. (död 1951)

## Avlidna

### Första kvartalet

#### Januari
- 1 januari – Heinrich Hertz, 36, tysk fysiker.
- 28 januari – Elise Hwasser, 62, svensk skådespelerska.

#### Februari
- 6 februari
  - Theodor Billroth, 64, svensk kirurg.
  - Maria Deraismes, 65, fransk författare.
- 8 februari – Karl von Werther, 85, preussisk diplomat, friherre.
- 21 februari – Gustave Caillebotte, 45, fransk målare inom impressionismen.
- 24 februari – Hans Jörgen Kristian Aall, 87, dansk amtman.
- 28 februari – James W. McDill, 59, amerikansk republikansk politiker, senator 1881–1883.

#### Mars
- 26 mars – Alfred H. Colquitt, 69, amerikansk demokratisk politiker och general, senator 1883–1894.

### Andra kvartalet

#### April
- 8 april – Bankim Chandra Chatterjee, 55, indisk författare, skrev en av de första romanerna på bengali.
- 14 april – Zebulon B. Vance, 63, amerikansk militär och politiker.
- 21 april – James W. Throckmorton, 69, amerikansk politiker.
- 27 april
  - Charles Laval, 32, fransk målare.
  - Nathaniel S. Berry, 97, amerikansk politiker, guvernör i New Hampshire 1861–1863.
- 30 april – Francis B. Stockbridge, 68, amerikansk republikansk politiker, senator 1887–1894.

#### Maj
- 31 maj – Gabriel Wilhelm Andstén, 75, finländsk fajansfabrikör.

#### Juni
- 7 juni
  - Rodman M. Price, 78, amerikansk demokratisk politiker, guvernör i New Jersey 1854–1857.
  - William Dwight Whitney, 67, amerikansk språkvetenskapsman, universitetslärare och indolog.
- 20 juni – Bishop W. Perkins, 52, amerikansk republikansk politiker.
- 25 juni – Sadi Carnot, 56, fransk politiker, Frankrikes president sedan 1887 (mördad).

### Tredje kvartalet

#### Juli
- 4 juli – Edwin B. Winans, 68, amerikansk demokratisk politiker.
- 13 juli – Juventino Rosas, 26, mexikansk-kubansk kompositör.
- 17 juli – Gisle Johnson, 71, norsk teolog av isländsk härkomst.
- 21 juli – Frederick Low, 66, amerikansk politiker och diplomat.

#### Augusti
- 6 augusti
  - Austin Blair, 76, amerikansk politiker, guvernör i Michigan 1861–1865, kongressledamot 1867–1873.
  - Auguste Nicolas Cain, 72, fransk bildhuggare.

#### September
- 1 september – Samuel J. Kirkwood, 80, amerikansk republikansk politiker.
- 8 september – Ludvig Filip, 56, fransk tronarvinge, greve av Paris.
- 13 september – Emmanuel Chabrier, 53, fransk kompositör.
- 20 september
  - Heinrich Hoffmann, 85, tysk läkare och författare.
  - Giovanni Battista de Rossi, 72, italiensk fornforskare och arkeolog.

### Fjärde kvartalet

#### Oktober
- 22 oktober – Gillis Bildt, 74, svensk politiker, friherre, militär och riksmarskalk, Sveriges statsminister 1888–1889.

#### November
- 1 november – Alexander III av Ryssland, 49, rysk tsar.
- 13 november – Agostina Pietrantoni, 30, italiensk nunna och sjuksköterska, helgonförklarad 1994.
- 20 november – Anton Rubinstein, 64, rysk pianist, dirigent och kompositör.
- 30 november – Joseph E. Brown, 73, amerikansk jurist och politiker, guvernör i Georgia 1857–1865, senator 1880–1891.

#### December
- 3 december – Robert Louis Stevenson, 44, skotsk författare av bl.a. Skattkammarön.
- 4 december – Oden Bowie, 68, amerikansk demokratisk politiker och affärsman, guvernör i Maryland 1869–1872.
- 7 december – Ferdinand de Lesseps, 89, fransk diplomat.
- 8 december – Pafnutij Tjebysjov, 73, rysk matematiker.
- 12 december – Sir John Thompson, 49, fjärde premiärministern i Kanada.
- 29 december – Christina Rossetti, 64, brittisk poet.
- 30 december – Amelia Bloomer, 76, amerikansk dräktreformator, kvinnorätts- och nykterhetsaktivist.
- 31 december – Thomas Joannes Stieltjes, 38, nederländsk matematiker.

### Fotnoter
1. 1 2 3 4 5  ”USA:s militära insatser i utlandet 1798-2004”. Arkiverad från originalet den 9 december 2013. https://web.archive.org/web/20131209174005/http://www.history.navy.mil/library/online/forces.htm. Läst 30 januari 2011.
2. ↑  ”Svenska Spårvägssällskapet”. http://www.sparvagssallskapet.se/atlas/system.php?id=47. Läst 3 april 2011.
3. ↑  ”Where Thames Smooth Waters Glide”. http://thames.me.uk/s00040.htm.
4. ↑  ”World Statesmen (läst 17 april 2011)”. http://www.worldstatesmen.org/United_States.html#Hawaii.
5. ↑  ”Boden en stad i förvandling” ( PDF). Luleå Tekniska Universitetet. https://www.diva-portal.org/smash/get/diva2:1017085/FULLTEXT01.pdf.
6. ↑  Sverige 1900-talet – Sverige mellan tyskt och amerikanskt, NE, Bra Böcker, 2000